# Tahiriden

Das Reich der Tahiriden im Jahr 836, basierend auf den detaillierten Angaben des Geografen Ibn Chordadhbeh.

Die Tahiriden waren eine persische Dynastie in Chorasan und Transoxanien von 821 bis 873, deren Aufstieg und Bezeichnung auf Tāhir ibn al-Husain, einen General des abbasidischen Kalifen al-Ma'mun, zurückzuführen ist.
Als abbasidische Gouverneure fungierend begründeten die Tahiriden eine iranische Regionalherrschaft, betrieben dabei aber von Nischapur aus als erste islamische Dynasten auf iranischem Boden eine eigenständige Politik.

## Herkunft der Familie
Tahirs Großvater Mus’ab b. Ruzaiq war der Sekretär eines Propagandisten des abbasidischen Aufstandes gewesen und wurde aufgrund seiner Dienste zum Gouverneur von Pushang im Osten Chorasans befördert. Mus’abs Sohn al-Husain und sein Enkel Tahir folgten ihm in diesem Amt nach. Sie waren übereinstimmender Quellenlage zufolge ethnische Perser, zählten aber auch zum Gefolge eines arabischen Stammes, den Chuza’a. Später wurden Versuche unternommen, die Herkunft der Tahiriden aufzuwerten, zum einen durch unterstellte Verbindungen zu Rostam, zum anderen zu den Quraisch und den persischen Herrschern.

## Tahirs Aufstieg und Tod
Als das Abbasidenreich 798 und 802 zwischen Hārūn ar-Raschīds Söhnen al-Amin (Kalif im Irak), al-Ma'mun (Gouverneur in Chorasan) und al-Qasim (Befehlshaber an der byzant. Grenze) aufgeteilt wurde, kam Tahir in den Dienst al-Ma’muns und erwies sich im Bruderkrieg als energischer und gut informierter Befehlshaber. Bei der Einnahme Bagdads durch Harthama b. A'yan und Tahir sollen die Soldaten des Letzteren den Kalifen al-Amin ermordet haben (813). Trotz bzw. vielleicht auch wegen seiner Erfolge wurde er bloß Gouverneur von Dschasira (mit Sitz in Raqqa am Euphrat) und von Syrien und hatte dort einen der Anhänger al-Amins niederzukämpfen. Als Entschädigung kamen noch weitere Posten und Einkünfte im Irak (z. B. Polizei-Kommandeur in Bagdad 820) hinzu, die etwa ein Fünftel der späteren tahiridischen Gesamteinkünfte ausmachten.
Erst 821 wurde Tahir angesichts drohender Meutereien in der wichtigen Provinz Chorasan der Gouverneur aller Gebiete östlich des Irak. Der Kalif hatte seinen bisherigen Hauptratgeber al-Fadl ibn Sahl arrestieren lassen und bemühte sich nun, einer zu erwartenden Reaktion von Sahls Klan und Anhängerschaft entgegenzuwirken, indem er einen Einheimischen zum Gouverneur ernannte. Kaum im Amt, wurde der Namen des Kalifen in der Chutba und auf den Münzen weggelassen, was auf Unabhängigkeitsbestrebungen Tahirs hindeutet. Kurz darauf starb er 822 in Merw.
Es ist wahrscheinlich, dass Tahir vergiftet wurde, möglicherweise auf Befehl des Wesirs Ahmad b. Abi Chalid, der ihn für diese Ämter vorgeschlagen hatte. Al-Ma’mun jedenfalls zögerte nicht, Tahirs Söhne Talha und Abdullah und andere Familienmitglieder in ihre Ämter einzusetzen bzw. dort zu belassen. Möglicherweise hatte er keine genaue Kenntnis von der Situation, wahrscheinlich konnte er auch angesichts einer Vielzahl aktueller Revolten (in Syrien, Ägypten, Sistan und speziell von Babak in Aserbaidschan) nicht auf die Unterstützung der Familie verzichten, zumal sich diese auch von den Unruhen in Sistan bedroht sah. Allerdings sandte er seinen Wesir Ahmad b. Abi Chalid aus, um seine Autorität in einigen Provinzen (Uschrusana, Ferghana bzw. Transoxanien allgemein, Kirman) wiederherzustellen und dabei auch 3 Millionen Dirham in bar und weitere 2 Millionen Dirham in Geschenken von Talha einzutreiben.

## Tahirs Söhne und Nachfolger
Weder Talha († 828) noch seine Brüder und Nachfolger Ali (er amtierte 828-30 als Vertreter Abdullahs) und Abdullah († 844 in Nischapur) ließen es jemals an Respekt gegenüber den Abbasiden fehlen. Andererseits war Abdullah aber auch vorsichtig genug, niemals persönlich den Hof des Kalifen al-Mu'tasim zu besuchen, da dieser ihm trotz des gegenseitigen Respekts nicht günstig gesinnt war. Er machte Nischapur zu seiner Residenz, die sich schnell zu einem blühenden Zentrum der persischen Kultur entwickelte. In wirtschaftlicher Hinsicht bemühte er sich, die Höhe der Landwirtschaftssteuer (Charadsch, in Naturalien) genau festzulegen und gab ein „Buch über die Kanäle“ heraus, einen Kodex des Bewässerungsrechts.
Abdullah sandte seinen Sohn Tahir (II.) mit einer Armee in die Ogusen-Steppe und bemühte sich im Interesse einer Islamisierung dieser Region, die Position der Samaniden-Familie in Transoxanien zu stärken. Ein weiterer Grund für die Einflussnahme in Transoxanien waren wirtschaftliche Interessen (z. B. Kontrolle des Handels mit türkischen Sklaven), die sich mit denen des Kalifen überschnitten.
Trotz ihrer faktischen Unabhängigkeit blieben die Tahiriden weiterhin Kommandeure der Garnison in Bagdad und nahmen an Feldzügen des Kalifen teil, z. B. unter Abdullah 825/6 gegen Alexandria in Ägypten, wo sich eine aus dem muslimischen Spanien stammende Freibeuterbande festgesetzt hatte. Abdullah „half“ den Abbasiden auch, den Aufruhr des Ispahbadh Mazyar ibn Qarin in Tabaristan niederzuschlagen, der sich geweigert hatte, seinen Tribut an den Kalifen über die Tahiriden zu entrichten (839). Er förderte Kunst und Bildung und ließ zahlreiche Gebäude in Nischapur errichten.
Abdullahs Nachfolger wurde nach seinem Tode 844 (und kurzen Zögern des Kalifen al-Wathiq) sein Sohn Tahir II. Über dessen Regierung ist wenig spezifisches bekannt. Scheinbar begann aber mit einigen Revolten in den Randgebieten (z. B. Salih b. al-Nadr in Sistan, al-Hasan b. Zaid in Tabaristan) die Auflösung des Reiches. Zudem gab es unter mehreren Tahiriden Intrigen um die Amtsnachfolge in Bagdad (einschließlich Zentralarabiens) und Fars, die damit endeten, dass Muhammad b. Abdullah (der Bruder von Tahir II., † 867) 851 alle Ämter übernahm. Er verteidigte 865/6 erfolglos den Kalifen al-Musta'in gegen einen Umsturz in Bagdad.

## Sturz durch die Saffariden
Nach dem Tode Tahirs II. 862 kam dessen Sohn Muhammad auf den Thron. Er war jung, unbeliebt und hatte die Regierungsgeschäfte noch nicht fest im Griff. Seit 867 gingen große Teile des Reiches an Yaqub as-Saffar (861–879) verloren. Yaqub vertrieb den tahiridischen Gouverneur von Herat (Husain b. Abdallah b. Tahir II.), schlug den Oberbefehlshaber Ibrahim b. Ilyas Samani (d. h. einen Samaniden) bei Pushang und wurde daraufhin von Muhammad kurzerhand zum Statthalter von Sistan, Kabul, Kirman und Fars ernannt, d. h. den von Yaqub ohnehin besetzten Gebieten. Schließlich provozierte Yaqub einen neuen Krieg, besetzte 873 Nischapur und nahm Muhammad gefangen, was die Tahiriden endgültig stürzte. Das Reich fiel größtenteils an die Saffariden und an die bisherigen Statthalter in verschiedenen Städten, die Samaniden. Nur die Posten und Einkünfte im Irak wurden von der Familie bis in das frühe 10. Jahrhundert gehalten.
Muhammad entkam nach Yaqubs Niederlage bei Dair al-Aquh (876) der Gefangenschaft und starb um 890 in den Diensten des Kalifen, wobei er 876 und 885 vom Kalifen al-Mu'tamid sogar formell als Gouverneur Chorasans wiedereingesetzt wurde. Praktisch machte er keine Anstalten zur Machtübernahme, nur sein Bruder Husain sorgte bis 880/1 für Unruhe in Chorasan, speziell in Merw und (gelegentlich) Nischapur. Zudem erhob sich in den 880ern Rafi b. Harthama im Namen Muhammads in Chorasan.